# 1980-as NFL-szezon
A National Football League 1980-as szezonja a 61. szezon volt az amerikai professzionális amerikaifutball-ligában. A szezont a Super Bowl XV zárta, amelyet az Oakland Raiders a Philadelphia Eagles ellen nyert meg.

## Alapszakasz
| A rájátszásba jutottak (A kiemelések száma zárójelben) |

| AFC East                     |    |    |   |       |     |     |
| Csapat                       | Gy | V  | D | %     | P+  | P–  |
| Buffalo Bills (3)            | 11 | 5  | 0 | 68,8% | 320 | 260 |
| New England Patriots         | 10 | 6  | 0 | 62,5% | 441 | 325 |
| Miami Dolphins               | 8  | 8  | 0 | 50,0% | 266 | 305 |
| Baltimore Colts              | 7  | 9  | 0 | 43,8% | 355 | 387 |
| New York Jets                | 4  | 12 | 0 | 25,0% | 302 | 395 |
| AFC Central                  |    |    |   |       |     |     |
| Csapat                       | Gy | V  | D | %     | P+  | P–  |
| Cleveland Browns (2)[a][d]   | 11 | 5  | 0 | 68,8% | 357 | 310 |
| Houston Oilers (5)           | 11 | 5  | 0 | 68,8% | 295 | 251 |
| Pittsburgh Steelers          | 9  | 7  | 0 | 56,3% | 352 | 313 |
| Cincinnati Bengals           | 6  | 10 | 0 | 37,5% | 244 | 312 |
| AFC West                     |    |    |   |       |     |     |
| Csapat                       | Gy | V  | D | %     | P+  | P–  |
| San Diego Chargers (1)[b][c] | 11 | 5  | 0 | 68,8% | 418 | 327 |
| Oakland Raiders (4)[e]       | 11 | 5  | 0 | 68,8% | 364 | 306 |
| Kansas City Chiefs[f]        | 8  | 8  | 0 | 50,0% | 319 | 336 |
| Denver Broncos               | 8  | 8  | 0 | 50,0% | 310 | 323 |
| Seattle Seahawks             | 4  | 12 | 0 | 25,0% | 291 | 408 |

| NFC East                   |    |    |   |       |     |     |
| Csapat                     | Gy | V  | D | %     | P+  | P–  |
| Philadelphia Eagles (2)[g] | 12 | 4  | 0 | 75,0% | 384 | 222 |
| Dallas Cowboys (4)         | 12 | 4  | 0 | 75,0% | 454 | 311 |
| Washington Redskins        | 6  | 10 | 0 | 37,5% | 261 | 293 |
| St. Louis Cardinals        | 5  | 11 | 0 | 31,3% | 299 | 350 |
| New York Giants            | 4  | 12 | 0 | 25,0% | 249 | 425 |
| NFC Central                |    |    |   |       |     |     |
| Csapat                     | Gy | V  | D | %     | P+  | P–  |
| Minnesota Vikings (3)[i]   | 9  | 7  | 0 | 56,3% | 317 | 308 |
| Detroit Lions              | 9  | 7  | 0 | 56,3% | 334 | 272 |
| Chicago Bears              | 7  | 9  | 0 | 43,8% | 304 | 264 |
| Tampa Bay Buccaneers[j]    | 5  | 10 | 1 | 34,4% | 271 | 341 |
| Green Bay Packers          | 5  | 10 | 1 | 34,4% | 231 | 371 |
| NFC West                   |    |    |   |       |     |     |
| Csapat                     | Gy | V  | D | %     | P+  | P–  |
| Atlanta Falcons (1)[h]     | 12 | 4  | 0 | 75,0% | 405 | 272 |
| Los Angeles Rams (5)       | 11 | 5  | 0 | 68,8% | 424 | 289 |
| San Francisco 49ers        | 6  | 10 | 0 | 37,5% | 320 | 415 |
| New Orleans Saints         | 1  | 15 | 0 | 06,3% | 291 | 487 |

Döntetlenre végzők
- ↑ a: A Cleveland a Houston előtt végzett az AFC Central divízióban, a jobb konferencia eredménye miatt. (8–4; Houston: 7–5).
- ↑ b: A San Diego az Oakland előtt végzett az AFC West divízióban, a divízióban elért jobb nettó pontja (pontkülönbsége) miatt (60; Oakland: 37).
- ↑ c: A San Diego szerezte meg az AFC 1. helyét a Cleveland és a Buffalo előtt, a jobb konferencia eredménye miatt. (9–3; Cleveland: 8–4, Buffalo: 8–4).
- ↑ d: A Cleveland szerezte meg az AFC 2. helyét a Buffalo előtt, a közös ellenfelek ellen elért jobb eredmények miatt (5–2; Buffalo: 5–3).
- ↑ e: Az Oakland szerezte meg az AFC 4. helyét a Houston előtt, a jobb konferencia eredménye miatt. (9–3; Houston: 7–5).
- ↑ f: A Kansas City a Denver előtt végzett az AFC West divízióban, a jobb egymás elleni eredmény miatt (2–0).
- ↑ g: A Philadelphia a Dallas előtt végzett az NFC East divízióban, a divízióban elért jobb nettó pontja (pontkülönbsége) miatt (84; Dallas: 50).
- ↑ h: Az Atlanta szerezte meg az NFC 1. helyét a Philadelphia előtt, a jobb egymás elleni eredmény miatt (1–0).
- ↑ i: A Minnesota a Detroit előtt végzett az NFC Central divízióban, a jobb konferencia eredménye miatt. (8–4; Detroit: 9–5).
- ↑ j: A Tampa Bay a Green Bay előtt végzett az NFC Central divízióban, a jobb egymás elleni eredmény miatt (1–0–1; Green Bay: 0–1–1).

## Rájátszás
| Rájátszás kiemeltek |                                    |                                     |
| Kiemelés            | AFC                                | NFC                                 |
| 1                   | San Diego Chargers (West győztes)  | Atlanta Falcons (West győztes)      |
| 2                   | Cleveland Browns (Central győztes) | Philadelphia Eagles (East győztes)  |
| 3                   | Buffalo Bills (East győztes)       | Minnesota Vikings (Central győztes) |
| 4                   | Oakland Raiders                    | Dallas Cowboys                      |
| 5                   | Houston Oilers                     | Los Angeles Rams                    |

|  |                                   |                   |                              |                                 |                                 |                                 |                     |                     |                                  |                                  |                                  |                 |                 |  |  |               |               |               |
|  | Wild Card-forduló                 | Wild Card-forduló | Wild Card-forduló            |                                 |                                 | Főcsoport-elődöntők             | Főcsoport-elődöntők | Főcsoport-elődöntők |                                  |                                  | Főcsoportdöntők                  | Főcsoportdöntők | Főcsoportdöntők |  |  | Super Bowl XV | Super Bowl XV | Super Bowl XV |
|  | Wild Card-forduló                 | Wild Card-forduló | Wild Card-forduló            |                                 |                                 | Főcsoport-elődöntők             | Főcsoport-elődöntők | Főcsoport-elődöntők |                                  |                                  | Főcsoportdöntők                  | Főcsoportdöntők | Főcsoportdöntők |  |  | Super Bowl XV | Super Bowl XV | Super Bowl XV |
|  |                                   |                   |                              | Január 4. – Cleveland Stadion   |                                 |                                 |                     |                     |                                  |                                  |                                  |                 |                 |  |  |               |               |               |
|  |                                   |                   |                              |                                 |                                 |                                 |                     |                     |                                  |                                  |                                  |                 |                 |  |  |               |               |               |
|  | 4                                 | Oakland           | 14                           |                                 |                                 |                                 |                     |                     |                                  |                                  |                                  |                 |                 |  |  |               |               |               |
|  | 4                                 | Oakland           | 14                           | December 28. – Oakland Coliseum | December 28. – Oakland Coliseum | December 28. – Oakland Coliseum |                     |                     | Január 11. – Jack Murphy Stadion | Január 11. – Jack Murphy Stadion | Január 11. – Jack Murphy Stadion |                 |                 |  |  |               |               |               |
|  | 2*                                | Cleveland         | 12                           | December 28. – Oakland Coliseum | December 28. – Oakland Coliseum | December 28. – Oakland Coliseum |                     |                     | Január 11. – Jack Murphy Stadion | Január 11. – Jack Murphy Stadion | Január 11. – Jack Murphy Stadion |                 |                 |  |  |               |               |               |
|  | 2*                                | Cleveland         | 12                           | 5                               | Houston                         | 7                               |                     |                     | 4                                | Oakland                          | 34                               |                 |                 |  |  |               |               |               |
|  | Január 3. – Jack Murphy Stadion   |                   |                              | 5                               | Houston                         | 7                               |                     |                     | 4                                | Oakland                          | 34                               |                 |                 |  |  |               |               |               |
|  | 4                                 | Oakland           | 27                           |                                 |                                 | 1                               | San Diego           | 27                  |                                  |                                  |                                  |                 |                 |  |  |               |               |               |
|  | 4                                 | Oakland           | 27                           | 3                               | Buffalo                         | 1                               | San Diego           | 27                  | 14                               |                                  |                                  |                 |                 |  |  |               |               |               |
|  |                                   |                   |                              | 3                               | Buffalo                         |                                 |                     |                     | 14                               | Január 25. – Louisiana Superdome |                                  |                 |                 |  |  |               |               |               |
|  | 1*                                | San Diego         | 20                           |                                 |                                 |                                 |                     |                     |                                  |                                  |                                  |                 |                 |  |  |               |               |               |
|  | 1*                                | San Diego         | 20                           |                                 |                                 | A4                              | Oakland             | 27                  |                                  |                                  |                                  |                 |                 |  |  |               |               |               |
|  | Január 4. – Fulton County Stadion |                   |                              |                                 |                                 | A4                              | Oakland             | 27                  |                                  |                                  |                                  |                 |                 |  |  |               |               |               |
|  |                                   |                   | N2                           | Philadelphia                    | 10                              |                                 |                     |                     |                                  |                                  |                                  |                 |                 |  |  |               |               |               |
|  | 4                                 | Dallas            | N2                           | Philadelphia                    | 10                              | 30                              |                     |                     |                                  |                                  |                                  |                 |                 |  |  |               |               |               |
|  | 4                                 | Dallas            | December 28. – Texas Stadion | December 28. – Texas Stadion    | December 28. – Texas Stadion    | 30                              |                     |                     | Január 11. – Veterans Stadion    | Január 11. – Veterans Stadion    | Január 11. – Veterans Stadion    |                 |                 |  |  |               |               |               |
|  | 1                                 | Atlanta           | December 28. – Texas Stadion | December 28. – Texas Stadion    | December 28. – Texas Stadion    | 27                              |                     |                     | Január 11. – Veterans Stadion    | Január 11. – Veterans Stadion    | Január 11. – Veterans Stadion    |                 |                 |  |  |               |               |               |
|  | 1                                 | Atlanta           | 5                            | L.A. Rams                       | 17                              | 27                              |                     |                     | 4                                | Dallas                           | 7                                |                 |                 |  |  |               |               |               |
|  | Január 3. – Veterans Stadion      |                   | 5                            | L.A. Rams                       | 17                              |                                 |                     |                     | 4                                | Dallas                           | 7                                |                 |                 |  |  |               |               |               |
|  | 4                                 | Dallas            | 34                           |                                 |                                 | 2                               | Philadelphia        | 20                  |                                  |                                  |                                  |                 |                 |  |  |               |               |               |
|  | 4                                 | Dallas            | 34                           | 3                               | Minnesota                       | 2                               | Philadelphia        | 20                  | 16                               |                                  |                                  |                 |                 |  |  |               |               |               |
|  |                                   |                   |                              | 3                               | Minnesota                       |                                 |                     |                     |                                  |                                  |                                  |                 |                 |  |  |               |               |               |
|  | 2                                 | Philadelphia      | 31                           |                                 |                                 |                                 |                     |                     |                                  |                                  |                                  |                 |                 |  |  |               |               |               |
|  | 2                                 | Philadelphia      | 31                           |                                 |                                 |                                 |                     |                     |                                  |                                  |                                  |                 |                 |  |  |               |               |               |